# Parafia św. Anny w Niedźwiedziu
Parafia Świętej Anny w Niedźwiedziu – parafia rzymskokatolicka znajdująca się w diecezji kaliskiej, w dekanacie Ostrzeszów.